# Насибулов, Рафаил Кадырович
Рафаил Кадырович Насибулов (25 декабря 1961, Саранск — 16 августа 2009, Саранск) — советский борец классического стиля, чемпион и призёр чемпионатов СССР, чемпион Европы, призёр чемпионата мира, мастер спорта СССР международного класса (1982).

## Биография
В 1978 году выполнил норматив мастера спорта СССР. С 2000 года был тренером по греко-римской борьбе в спортшколе олимпийского резерва города Саранска. С 2006 года тренер молодёжной сборной команды России. Умер от сердечной недостаточности. Похоронен в деревне Аксёново (Лямбирский район, Мордовия).

## Спортивные результаты
- Чемпионат СССР по классической борьбе 1982 года — ;
- Чемпионат СССР по классической борьбе 1983 года — ;
- Классическая борьба на летней Спартакиаде народов СССР 1983 года — ;
- Чемпионат СССР по классической борьбе 1985 года — ;